# Scelotes
Scelotes – rodzaj jaszczurek z podrodziny Scincinae w rodzinie scynkowatych (Scincidae).

## Zasięg występowania
Rodzaj obejmuje gatunki występujące w południowej i wschodniej Afryce.  

## Systematyka

### Etymologia
Scelotes: gr. σκελος skelos „noga”.

### Podział systematyczny
Do rodzaju należą następujące gatunki:

- Scelotes anguinus (Boulenger, 1887)
- Scelotes arenicola (Peters, 1854)
- Scelotes bidigittatus FitzSimons, 1930
- Scelotes bipes (Linnaeus, 1766)
- Scelotes caffer (Peters, 1861)
- Scelotes capensis (Smith, 1849)
- Scelotes duttoni Broadley, 1990
- Scelotes farquharsoni Raw, 2020
- Scelotes fitzsimonsi Broadley, 1994
- Scelotes gronovii (Daudin, 1802)
- Scelotes guentheri Boulenger, 1887
- Scelotes inornatus (Smith, 1849)
- Scelotes insularis Broadley, 1990
- Scelotes kasneri FitzSimons, 1939
- Scelotes limpopoensis FitzSimons, 1930
- Scelotes mirus (Roux, 1907)
- Scelotes montispectus Bauer, Whiting & Sadlier, 2003
- Scelotes mossambicus (Peters, 1882)
- Scelotes poensis Bocage, 1895
- Scelotes sexlineatus (Harlan, 1824)
- Scelotes uluguruensis Barbour & Loveridge, 1928
- Scelotes vestigifer Broadley, 1994